# Liste der Biografien/Kolm
Liste der Biografien |
Portal Biografien |
Personensuche
# |
A |
B |
C |
D |
E |
F |
G |
H |
I |
J |
K |
L |
M |
N |
O |
P |
Q |
R |
S |
T |
U |
V |
W |
X |
Y |
Z |
?
 
Ka |
Kb |
Kc |
Kd |
Ke |
Kf |
Kg |
Kh |
Ki |
Kj |
Kl |
Km |
Kn |
Ko |
Kp |
Kr |
Ks |
Kt |
Ku |
Kv |
Kw |
Ky |
Kx |
Kz
 
Koa |
Kob |
Koc |
Kod |
Koe |
Kof |
Kog |
Koh |
Koi |
Koj |
Kok |
Kol |
Kom |
Kon |
Koo |
Kop |
Kor |
Kos |
Kot |
Kou |
Kov |
Kow |
Kox |
Koy |
Koz
 
Kola |
Kolb |
Kolc |
Kold |
Kole |
Kolf |
Kolg |
Kolh |
Koli |
Kolj |
Kolk |
Koll |
Kolm |
Koln |
Kolo |
Kolp |
Kolr |
Kols |
Kolt |
Kolu |
Kolv |
Kolw |
Koly |
Kolz
Die Liste der Biografien führt alle Personen auf, die in der deutschsprachigen Wikipedia einen Artikel haben. Dieses ist eine Teilliste mit 46 Einträgen von Personen, deren Namen mit den Buchstaben „Kolm“ beginnt.

## Kolm
- Kolm, Anton (1865–1922), österreichischer Fotograf, Filmregisseur und Filmproduzent
- Kolm, Barbara (* 1964), österreichische Wirtschaftswissenschaftlerin und ehemalige Politikerin (FPÖ)Barbara Kolm (* 1964)

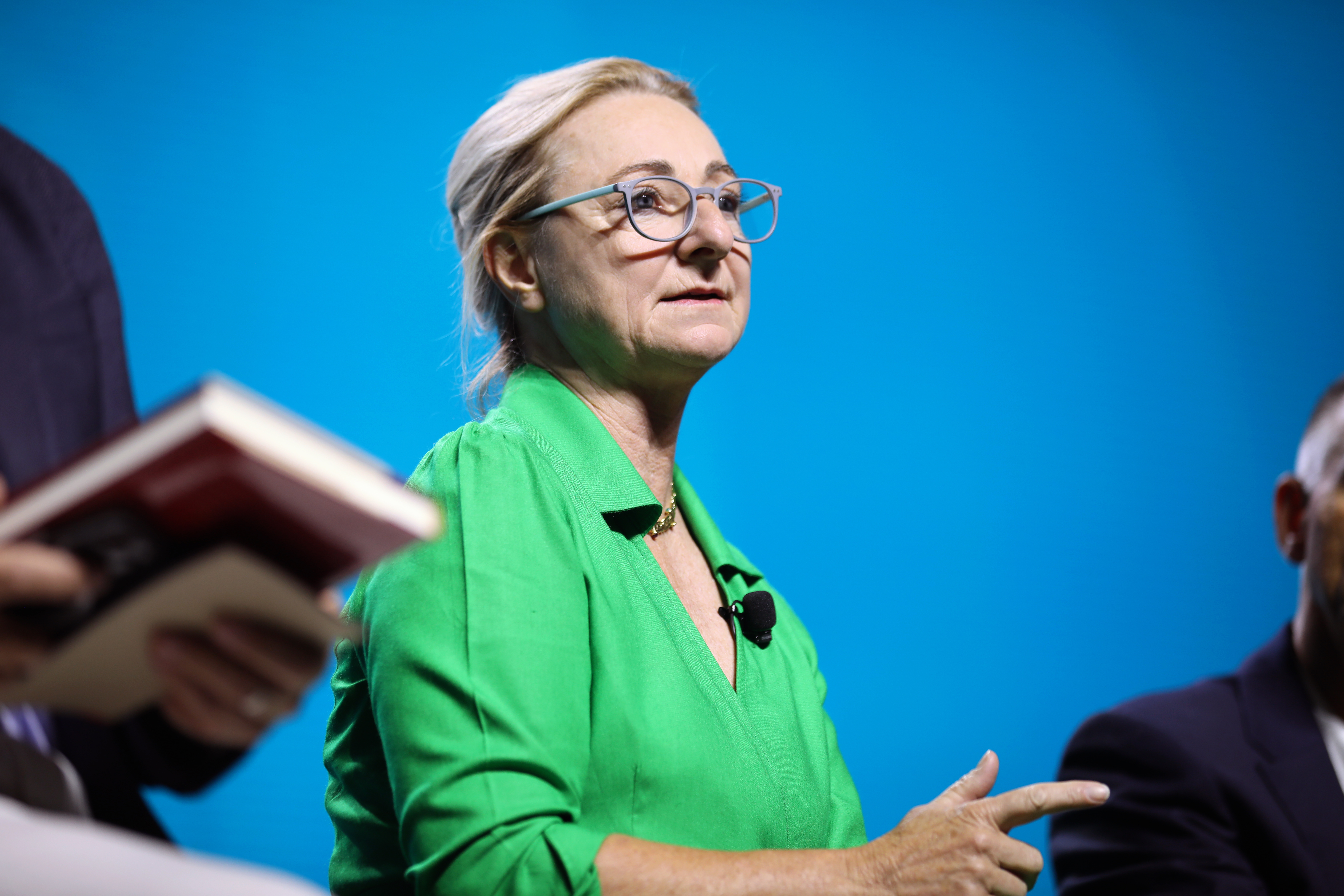
Barbara Kolm (* 1964)

- Kolm, Berta (1866–1946), österreichische Sozialarbeiterin und Vereinsfunktionärin
- Kolm, Katja (* 1974), österreichische Film- und Theaterschauspielerin
- Kolm, Serge-Christophe (* 1932), französischer Wirtschaftswissenschaftler und Ökonometriker
- Kolm, Walter (* 1968), argentinischer Geschäftsmann in der Musikindustrie
- Kolm-Veltée, Walter (1910–1999), österreichischer Filmregisseur, Drehbuchautor, Filmproduzent und Dozent

### Kolma
- Kolmakow, Alexander (* 1966), kasachischer Skispringer
- Kolmakow, Alexander Petrowitsch (* 1955), russischer Offizier
- Kolmakow, Juri Pawlowitsch († 2022), russischer Biathlet
- Kolmakow, Pawel (* 1996), kasachischer Freestyle-Skisportler
- Kolman, Ernest (1926–2021), deutsch-britischer Zeitzeuge und Überlebender des Holocaust
- Kolman, Ernst (1892–1979), sowjetischer Philosoph
- Kolman, Peter (1937–2022), slowakisch-österreichischer Komponist
- Kolman, Trude (1904–1969), deutsche Schauspielerin, Kabarettistin, Regisseurin und Theaterleiterin
- Kolmanič, Žan (* 2000), slowenischer Fußballspieler
- Kolmann, Ossy (1928–2016), österreichischer Schauspieler und Kabarettist
- Kolmar, Gertrud (* 1894), deutsche Lyrikerin und Schriftstellerin
- Kolmar, Martin (* 1967), Schweizer Ökonom und Wirtschaftsethiker
- Kolmatsch, Georg von († 1562), thüringisch-hessischer Adeliger und landgräflich-hessischer Verwaltungsbeamter
- Kolmayr, Anton (1899–1975), österreichischer Politiker

### Kolme
- Kölmel, Bernd (* 1958), deutscher Politiker (LKR)Bernd Kölmel (* 1958)

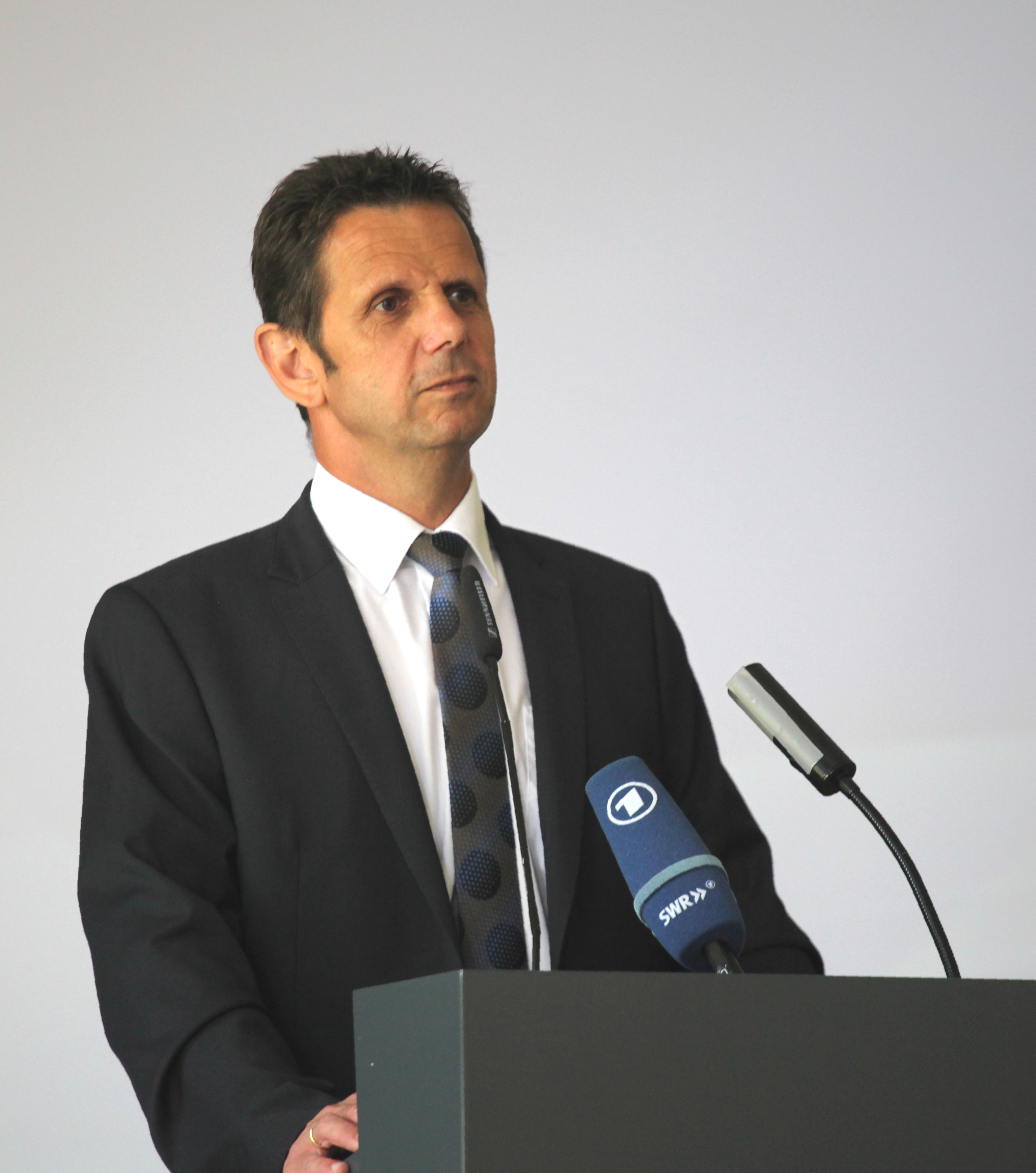
Bernd Kölmel (* 1958)

- Kolmel, Brittany (* 1987), US-amerikanische Fußballspielerin
- Kölmel, Friedrich (1862–1926), deutscher Mathematiker
- Kölmel, Hans Wolfgang (* 1944), deutscher Neurologe
- Kölmel, Michael (* 1954), deutscher Unternehmer
- Kölmel, Michaela (1956–2007), deutsche Künstlerin und Hochschulprofessorin
- Kölmel, Philipp F. (* 1973), deutscher Komponist
- Kölmel, Rainer (* 1947), deutscher Filmproduzent und Linguist
- Kolmer, Felix (1922–2022), tschechischer Physiker und Holocaustüberlebender
- Kolmer, Georg (1807–1874), deutscher Zeugmachermeister und Politiker, MdL
- Kolmerer, Adolfo (* 1986), deutscher Filmregisseur
- Kolmey, Uwe (* 1956), deutscher Polizist und Präsident des Landeskriminalamts Niedersachsen

### Kolmh
- Kolmhofer, Josef (1934–2023), österreichischer Jurist, Kommerzialrat und Generaldirektor

### Kolmi
- Kolmin, Frank William (1915–2002), US-amerikanischer Ökonom
- Kolmisoppi, Mats (* 1976), schwedischer Schriftsteller

### Kolmo
- Kolmodin, Israel (1643–1709), schwedischer lutherischer Theologe und Kirchenlieddichter
- Kolmodin, Valter (1910–1952), schwedischer Tischtennisspieler
- Kolmogorow, Andrei Nikolajewitsch (1903–1987), russischer MathematikerAndrei Nikolajewitsch Kolmogorow (1903–1987)

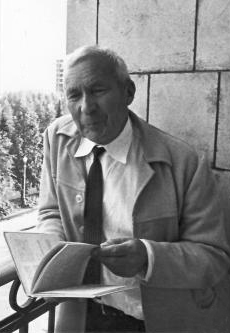
Andrei Nikolajewitsch Kolmogorow (1903–1987)

### Kolms
- Kolmsee, Bastian (* 1981), deutscher Automobilrennfahrer
- Kolmsee, Ines (* 1970), deutsche Managerin, Vorstandsmitglied der EWE AG
- Kolmsee, Peter (1926–2017), deutscher NVA-Offizier und Militärhistoriker
- Kolmsee, Wolfgang (* 1954), deutscher Dreispringer
- Kolmsperger, Max (1890–1966), deutscher Journalist
- Kolmsperger, Waldemar der Ältere (1852–1943), deutscher Maler
- Kolmsperger, Waldemar der Jüngere (1881–1954), deutscher Maler